# Ян Братковський
Я́н (Іван) Братко́вський (пол. Jan Bratkowski) (нар. невідомо —  пом. після 1648 року) — бургграф Високого замку русинського походження. Командував залогою Високого замку, (яка на думку Андрія Козицького не перевищувала 100 осіб) під час його облоги полком Максима Кривоноса в жовтні 1648 року. Про особисте життя Яна Братковського не збереглося ніяких даних.    

## Біографія
Найширше джерело в котрому згадується Ян Братковський в посаді бургграфа Високого замку, це листи Самійла Кушевича — писаря львівського магістрату, які він писав невідомому сьогодні варшавському шляхтичу. Зміст листів оповідав події облоги Львова в 1648 році союзними військами Богдана Хмельницького і Тугай-Бея, а також і локальних подій коли порівняти з облогою, які відбувалися на Високому замку. Сам Братковський фігурує в листах всього декілька разів, у зв'язку з загрозою захоплення ворогом Високого замку. Коли запаси Високого замку майже вичерпано, Братковський віддав наказ пробитись до міста Львова для поповнення боєприпасів, залишивши в замку свого заступника Мацея Рибинського. Завдяки цим діям, замок ще один день зумів протриматися. 
За польським джерелом, під час диверсійної діяльності українських селян в самому замку, Ян Братковський, не наважився вигнати їх з Високого замку за мури, обґрунтовуючи це причиною загрози передачі інформації про оборону і вразливі місця Високого замку. Він пояснював це можливістю бунту та нападу на його підлеглих, оскільки мешканців русинського походження було більше, у порівнянні з іншими мешканцями замку. 
Самійло Кушевич повідомляє, що «Високий замок зрештою, без крайньої необхідності, залишив спочатку пан бургграф дня чотирнадцятого жовтня...».
Під час цього відступу з Високого замку до Львова, бургграф використовував безпечні підземні ходи, які з Високого замку вели до самого міста.